# VLNY
VLNY («Волны») — российская инди-рок-группа из Самары, основанная в 2013 году, играющая в жанре дрим-поп и инди-рок. Приобрела известность благодаря таким песням как «Дом», «Привет», «Все в порядке», «Танцы в темноте», «Синие Синие» и кавером на песню группы Кино «Малыш».

## История

### 2013—2014: Начало пути, альбом «Откровения»
Проект VLNY был создан в сентябре 2013 года самарским музыкантом Дмитрием Артемьевым.
29 января 2014 года Дима выпустил дебютный альбом с авторскими песнями «Откровения», который был характеризован как качественная поп-музыка с элементами дрим-попа и ретрофутуризма.
В марте того же года Диме поступило предложение выступить на самарском молодёжном городском празднике от организатора праздника Ярова Павла (с 2015 по 2017 году был менеджером группы), единственное условие было: выступить полноценным коллективом. Дима дал своё согласие, был собран первый концертный состав. Первый концерт состоялся на празднике День молодёжи города Самара, где ребята разогревали группу Comedoz. Второй свой концерт VLNY отыграли также на самарской набережной, на Фестивале СТАРТ в сентябре, где стали хэдлайнерами[значимость факта?].
13 декабря 2014 года группа дала первый сольный концерт в самарском клубе «Звезда». Спустя пару дней группа VLNY завоевала свою первую премию «Серебряная коза» от самарского журнала «Большая деревня» в номинации «Музыка года». С 2014 году по 2018 группа неизменно получала эту премию, оставаясь одной из лучших групп Поволжья.
Альбом «Откровения» вошёл в 30 лучших альбомов года по версии интернет-проекта One Age.

### 2015—2016: альбом «Помни», первый EP и клип
31 марта 2015 года вышел второй полноформатный альбом «Помни». Релиз состоялся на независимом лейбле «Астра».
Летом 2015 года группа трижды отправлялась с концертами на фестивальную поляну Мастрюковских озёр: молодёжный форум iВолга, ГЭСФест и Метафест. В конце лета самарцы отправились в свой первый мини-тур, где посетили Санкт-Петербург, Москву, Казань, Тольятти и Ульяновск. Точкой тура стало выступление на фестивале набережных «Жемчужина на Волге» в Самаре.

13 ноября 2015 года группа заняла 1 место и приз зрительских симпатий на Евразийском музыкальном конкурсе «Новое Движение» в Оренбурге. 

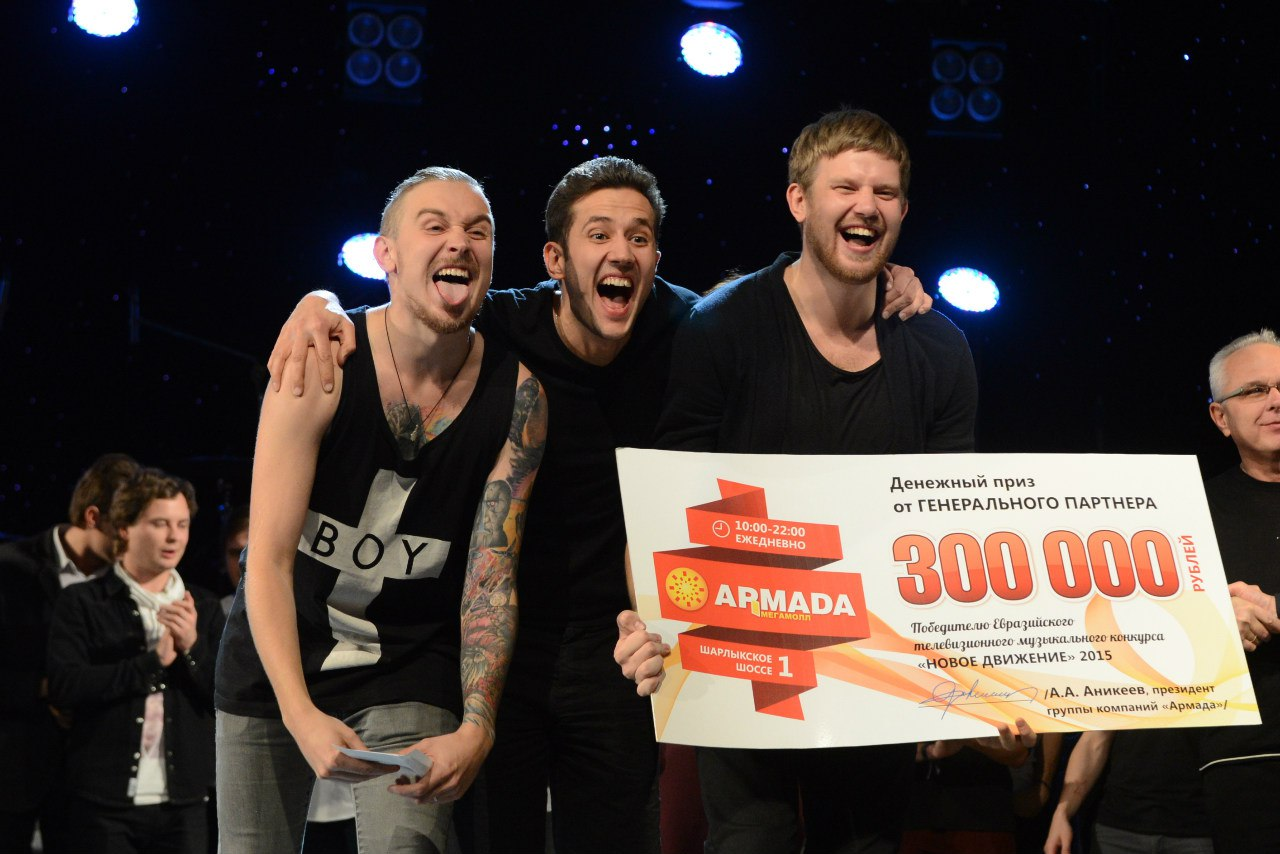
Победа в музыкальном конкурсе «Новое движение»

Комментарий председателя жюри конкурса Кима Брейтбурга:

«По поводу песни „Притяженья больше нет“. Я могу сказать только, что название знакомо… Сама песня мне понравилась. Исполнение тоже понравилось. Мне кажется, очень хороший вокал, хорошая аранжировка, звучит песня отлично. На мой взгляд, талантливый парень, который поёт и сочинил эту песню. И вообще всё сделано достаточно качественно и эстетски.»
После победы, группа VLNY отправилась в свой второй мини-тур, который получил название в честь сингла «Танцы в темноте». Концерты проходили с 28 ноября по 19 декабря 2015 года[значимость факта?]. В рамках тура группа VLNY посетила города: Екатеринбург (клуб «Дом Печати»), Челябинск (клуб «Культура»), Нижний Новгород (Арт-кафе «Б/У»), Самара (клуб «Звезда»), Казань (клуб «BioPort»), Санкт-Петербург («Биржа Бар») и Москва («Мумий Тролль Music Bar»). Данный тур зародил традицию — снимать видео приключения группы, проект был назван VLNY TV.
20 марта 2016 года группа VLNY выступила на разогреве у Ивана Дорна в Челябинске[значимость факта?].
В сентябре 2016 года инди-лейбл Kometa Music издал мини-альбом «Грустные танцы».
Через краудфандинг попытка сбора средств для полноформатного альбома оказалась неудачной. Альбом дебютировал в iTunes на 2 месте в чарте альтернативной музыки. Позже был номинирован на премию «Серебряная коза» в рубрике «Музыка года».
В ноябре 2016 года вышел первый клип к песне «Вдох». Как пишет режиссёр клипа Лика Сидорова, трек «Вдох» по настроению совпал с изначально задуманным настроением материала, с историей, с героями. Сейчас это именно клип — видеоряд подчеркивает музыку, соответствует настроению группы, отвечает эмоциям трека. «Вдох» — композиция с двойным дном: сначала слышишь её мелодичность, и она притягивает. Но если прислушаться, понимаешь, что работает эта мелодичность за счет того, что в музыке есть ещё и нерв.

### 2017—2018: альбомы «Ближе» и «Волны», первый большой тур и фестивали
В сентябре 2017 года группа выиграла премию Собака@СМР в номинации музыка года, а в октябре 2017 вышел третий альбом «Ближе», так же в октябре 2017-го группа выступила на разогреве у британской инди-поп-группы «Hurts». Позже группа отправилась в тур из 32 городов в поддержку нового альбома. В этот же период вышли клипы на две песни с альбома — «Дом» и «R’n’B», где видео на последний был снят в формате Stories и охарактеризован как «Инстаграм-стори о современной молодежи, которой не чужд путь саморазрушения». В октябре 2017 года выходит российский сериал «Улица», где в качестве саундтрека были использованы песни "Город", "Привет", "Давай", "Ты только останься".

В 2018 году группа отыграла на крупных фестивалях, таких как Стереолето, Дикая мята, Волгафест, а также сыграла на празднике посвященным родному городу Самара. В октябре 2018 года вышел четвёртый альбом под названием — «Волны», и группа отправилась в большой тур в его поддержку. 
«Название нового альбома раскрывает всю суть сразу, — рассказывает Дмитрий Артемьев. — „Волны“ — это альбом, в котором переливаются эмоции. Чувственное звучание, любовная лирика, взлеты и падения. „Волны“ — это мы!» "Дольше всего шла работа над песней «Элли». Она основана на сказочной метафоре, и, в то же время, я пытался отразить в тексте реальную жизнь. Было не легко уложить этот смысл в простые слова, но, как мне кажется, у нас всё получилось, " - рассказал лидер группы Дмитрий Артемьев «Нашему Радио». «Песня „Досчитай до ста“ была написана во время моего отпуска. Я взял с собой укулеле и частенько по вечерам бренчал у себя в номере. Мотив зародился уже тогда, а вот верные слова пришли уже после. Ведь часто бывает так, что, сколько бы ты не пробыл на море, по возвращении обратно охватывает чувство тоски.» 
В том же году группа приняла участие в программе «Сергей Стиллавин и его друзья» в эфире радио «Маяк», дебютировав в студии в июне, а в ноябре в прямом эфире презентовала в обновленном составе свежий альбом, сыграв из него несколько песен.
8 марта 2018 в прокат вышел фильм «Я худею», где саундтреком выступил кавер VLNY "Мокрая" на оригинальный трек Монатика.

### 2019—2021: альбомы «Плёнка» и EP «Всё в порядке», «Записки о ком-то важном»

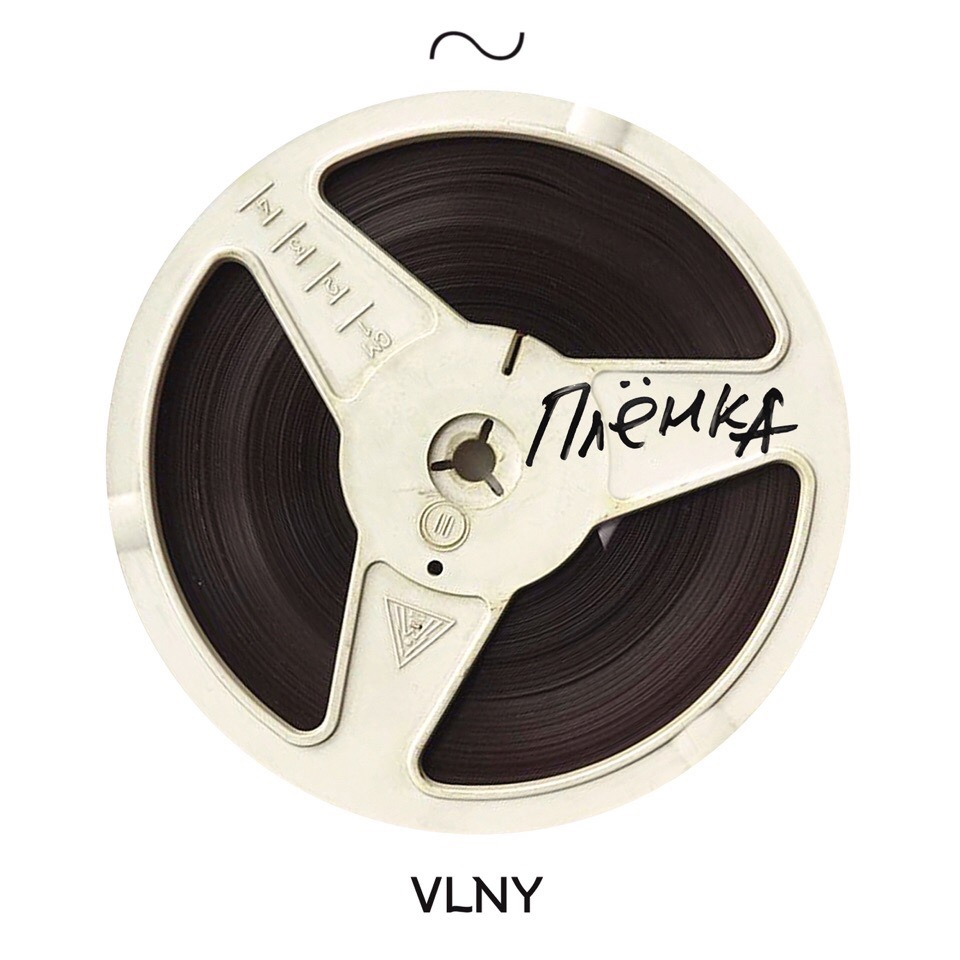
Обложка альбома "Плёнка"

В августе 2019 года вышел пятый альбом — «Плёнка», и группа так же отправилась в тур в его поддержку.
2020 год группа начала рядом больших концертов в Москве, Минске и Киеве, однако дальнейший тур был отменен в связи с пандемией коронавируса. В марте 2020 года вышел клип на песню «Плёнка».
В сентябре 2020 года вышел EP «Всё в порядке» и два сингла «Комната» и «Пусти их под воду». В ноябре 2020 года, вышел клип на песню «Жди».
В 2021 году VLNY порадовали слушателей рядом синглов: «Громче чем слова», «Потерявши не плачут», «Иглы», «Лето в прокуренной комнате» совместно с белорусской исполнительницей Лерой Яскевич и «Моя любовь». Так же в декабре 2021 года вышел мини-альбомом из трёх песен «Записки о ком-то важном». В этом же году песня "Привет" стала одним из саундтреков российского сериала «Пингвины моей мамы».

### 2022—2024: альбом «Меня здесь нет» и выступление на Первом Канале
В 2022 году у группы выходят два совместных сингла: с NECHAEV «Синие Синие» и с Den Sobolev "Начнём с до"/
Весной 2023 года VLNY выпускают первый за четыре года альбом «Меня здесь нет», который презентовали в первую же неделю после релиза в Самаре, Санкт-Петербурге и Москве. Релиз обладает максимально отстраненным вайбом, лирический герой будто наблюдает за всем происходящим со стороны. Автор песен Дмитрий Артемьев выступает безучастным бытописцем, но не участником процессов. Такой подход обладает определённым очарованием, в целом — это классическая пластинка VLNY. Ещё одним отличительным моментом является жанровый микс релиза, здесь и новый r’n’b, русский поп самого свежего разлива и, конечно же, ортодоксальный рок. Тексты стали намного более остросоциальными и от этого… достаточно страшными. Особенно пробирает абсолютно отстраненная фиксация страшных предчувствий вкупе с медленной и хрупкой музыкой. VLNY заметно повзрослели. Отличительной особенностью альбома стало две версии песни «Слова наизнанку», где в альтернативной версии был задействован хор. Также новое звучание обрёл сингл 2021 года «Лето в прокуренной комнате», исполненный только под акустическую гитару.
3 сентября 2023 года группа в усеченном составе из Дмитрия Артемьева и Юрия Казачанского выступила в воскресном эфире «Первого канала» в рамках программы «Мечталлион. Национальная лотерея», где исполнила песню «Моя Любовь».
В 2024 году VLNY выпускают две совместные работы — сингл «Лишь бы было что сказать» с Vas' и сингл «ПРЕДРАССВЕТНАЯ» с группой ГРОТ. Заметным выступлением стал концерт в пространстве «Море Музыки» 19 апреля, которое располагается в Московском Океанариуме — выступление прошло в атмосфере ночного подводного мира в окружении морских обитателей и бликов воды. 24 августа 2024 года состоялся первый Фестиваль Волжской музыки в Самаре — WOLGA MUSIC, где на 2 сценах выступили более 15 групп, на главной сцене группа VLNY была хэдлайнером вечера, а лидер группы Дмитрий Артемьев одним из организаторов фестиваля.

### 2025 — наши дни: Unplugged

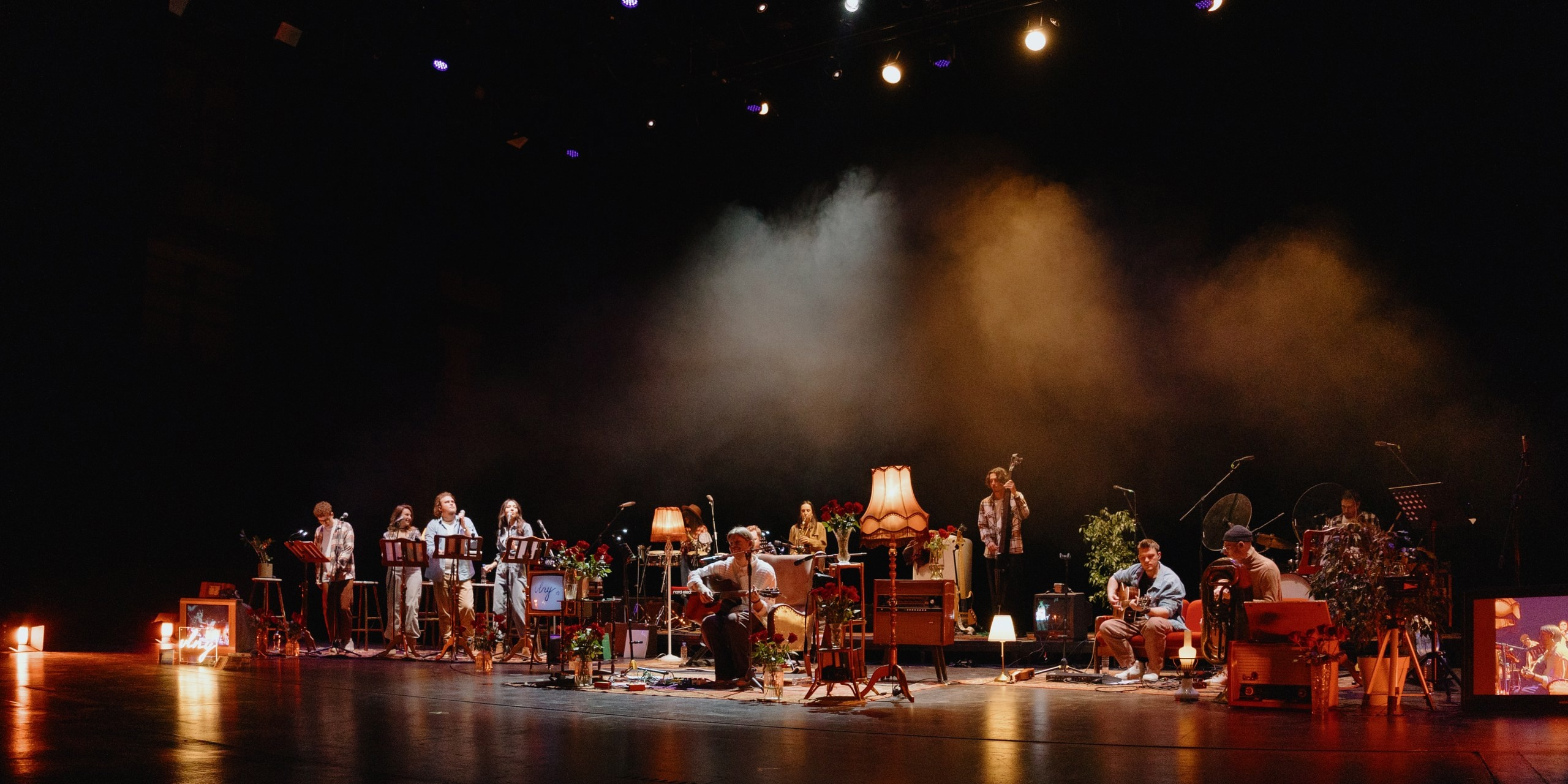
Акустический концерт VLNY в СамАРТ 2025

14 марта 2025 на музыкальные площадки вышла новая работа группы в расширенном составе и в акустическом live-формате — «Unplugged in Flat 31». Релиз состоялся в формате EP-альбома с 4 треками с сопровождением видео в стилистике MTV Unplugged и Квартирник у Маргулиса.
9 апреля 2025 года состоялся концерт с акустической программой, где на сцену СамАрта поднялись двенадцать человек: VLNY пригласили гитаристов, бэк-вокалистов, барабанщика, перкуссиониста и клавишника. В сет-листа концерта вошли 22 песни, среди которых были как редко исполняемые вживую «Дневник», так и каверы на гранжевые хиты — песни Nirvana "Heart-Shaped Box" и Alice in Chains «Nutshell».

## Участники
Текущий состав
- Дмитрий Артемьев — гитара, вокал, электроника;
- Юрий Казачанский — гитара.
- Андрей Ревуцкий — барабаны.
- Родион Сергеев — бас-гитара

Бывшие участники
- Степан Юртаев — гитара;
- Илья Голицын — гитара.
- Алексей Тилли — гитара.
- Евгений Касаткин — барабаны.
- Сергей Касаткин — гитара.
- Антон Мищенко — бас-гитара;
- Николай Шлыков — барабаны.

## Дискография
- «Откровения» (2014)
- «Помни» (2015)
- «Грустные танцы» EP (2016)
- «Ближе» (2017)
- «Live in Aurora Concert Hall» EP (2018)
- «Волны» (2018)
- «Пленка» (2019)
- «Все в порядке» EP (2020)
- «Записки о ком-то важном» EP (2021)
- «Live at Art-Mechanica» EP (2022)
- «Меня здесь нет» (2023)
- «Unplugged in Flat 31» EP (2025)

## Видеоклипы
- 2016 —  Вдох
- 2017 —  Дом
- 2017 —  R'n'B
- 2018 —  Танцы в Темноте
- 2020 —  Плёнка
- 2020 —  Жди